# Die Torremolinos Homevideos
Die Torremolinos Homevideos ist eine als spanisch-dänische Koproduktion entstandene Filmkomödie aus dem Jahr 2003. Regie führte Pablo Berger, der bei seinem Spielfilmdebüt auch das Drehbuch schrieb.

## Handlung
Der erfolglose Enzyklopädie-Vertreter Alfredo erhält zusammen mit seiner Frau Carmen von seinem Arbeitgeber Don Carlos das Angebot, angebliche Super-8-Lehrfilme über das Sexualverhalten der Spanier für das skandinavische Publikum zu drehen. Da die beiden in finanziellen Schwierigkeiten stecken, nehmen sie das Angebot an und Carmen avanciert unwissentlich zum Filmstar in den Abnehmerländern.
Durch die Erfolge der von ihm gedrehten Filme verbessert sich die finanzielle Situation des Paars maßgeblich. Während Alfredo seine filmtechnischen Fertigkeiten verbessert und seine wahre Berufung als Filmemacher entdeckt, will Carmen ihren lang gehegten Kinderwunsch verwirklichen, muss aber feststellen, dass ihr Mann nicht in der Lage ist, Kinder zu zeugen.
Angeregt durch seinen finanziellen Erfolg schreibt Alfredo ein Ingmar-Bergman-inspiriertes Drehbuch für einen Film mit dem Titel Torremolinos 73. Er zeigt es seinem Chef und erreicht, dass er die Regie führen darf und Carmen die weibliche Hauptrolle übernimmt. Bei den Dreharbeiten im Badeort Torremolinos stellt Alfredo erst spät fest, dass der Film eine andere Richtung nimmt als von ihm vorgesehen. So gibt es am Filmende eine von Alfredo nicht geplante Sexszene mit Carmen und dem dänischen Hauptdarsteller Magnus. In der zeitlich einige Jahre später spielenden Schlussszene ist zu sehen, dass Alfredo und Carmen eine Tochter haben und Alfredo Hochzeitsfilmer ist. Eine Stimme aus dem Off erklärt, dass Torremolinos 73, der Alfredos einziger Spielfilm blieb, in Spanien nur wenige Zuschauer gehabt habe, während er in Skandinavien unter einem anderen, sexbetonten Titel sehr erfolgreich gewesen sei.

## Rezeption
Der Filmdienst bezeichnet Die Torremolinos Homevideos als „turbulente, vorzüglich gespielte und inszenierte Komödie, die an den Tabus der Zeit“ kratze „und die tragikomischen Charaktere im Spagat zwischen ökonomischer Lust und moralischem Zweifel“ anlege. Für prisma wird „die ‚sexuelle Befreiung‘ im puritanischen Spanien der Siebzigerjahre gekonnt thematisiert“.

## Auszeichnungen
Die Torremolinos Homevideos wurde im Jahr 2004 zwar für vier Goyas nominiert (bester Haupt- und Nebendarsteller sowie bester Nachwuchsregisseur und bestes Originaldrehbuch), ging aber bei der Preisverleihung leer aus.

## Hintergrund
Der Film enthält diverse Verweise auf die Filmklassiker Der letzte Tango in Paris und Das siebente Siegel. Von Letzterem werden auch einige Ausschnitte gezeigt. Premiere feierte der Film am 26. April 2003 auf dem Málaga Film Festival. Er erschien im deutschsprachigen Raum am 26. Oktober 2006 auf DVD.